# Mario Glavaš (liječnik)
Mario Glavaš (Pinezići, 1936.), hrvatski liječnik, specijalist opće, torakalne i vaskularne kirurgije. Svjetski inovator u zdravstvu.

## Životopis
Rodno mjesto su mu Pinezići. Studirao u Zagrebu gdje je diplomirao 1963. na Medicinskom fakultetu. Pri Medicinskom fakultetu u Rijeci stekao je docenturu. Na istom fakultetu radio od 1970. godine. Specijalizirao je opću kirurgiju i od 1974. godine specijalizirao torakalnu i vaskularnu kirurgiju, koju je usavršavao na Kirurškoj klinici u Rijeci, zatim na Univerzitetskoj klinici u Ljubljani na VMA, Sveučilišnoj klinici Michigan u Ann Arboru i Klinici San Raffaele u Milanu. U Medicinskom centru u Puli od 1976. godine vodio Odsjek za abdominalnu kirurgiju. Od 1980. je godine predstojnikom Djelatnosti za kirurške bolesti – uz manji prekid – sve do 1994. godine. Doktorirao na Medicinskome fakultetu u Zagrebu 1983. godine. Od iste je godine redovni Newyorške akademije znanosti. Dragovoljac je Domovinskoga rata. U Domovinskomg je ratu izveo mnoštvo složenih operacijskih zahvata u ozlijeđenih bolesnika. U vrlo je teškim uvjetima, na bojišnici u podrumu jednog Doma zdravlja izveo je zacijelo najteži operacijski zahvat na gušterači. Od 2000. godine redovni član Akademije medicinskih znanosti. I nakon odlaska u mirovinu radi operacije i među rijetkima je koji u 81. godini još operiraju.

## Djela
Ostavio bogat stručni i znanstveni opus koji čini više od 80 znanstvenih i stručnih radova, više od 100 radova na domaćim i međunarodnim kongresima i skupovima.

## Članstva
Član je više uglednih društva i ustanova, od kojih se ističu:
- Član je Hrvatskoga liječničkoga zbora.
- Član je Hrvatskoga kirurškoga društva.
- Član je Hrvatskoga društva za vaskularnu kirurgiju.
- Član je Europskoga društva za vaskularnu kirurgiju.
- Član je Hrvatskoga društva za medicinsko vještačenje.
- Redoviti je član Newyorške akademije znanosti od 1983.
- Redoviti član Akademije medicinskih znanosti od 2000. godine.
- U petom izdanju Američkoga biografskoga instituta zbog izvanrednoga doprinosa kirurgiji.
- Od 2010. član Američkoga biografskog instituta i certificirano mu je članstvo u kirurškoj profesiji.

## Priznanja
Izabrana priznanja:
- Osoba godine 2009. u izboru Američkoga biografskog instituta.
- Povelja Hrvatskoga liječničkoga zbora 2010. godine.

## Izabrane izjave
Izabrane izjave:
- Za rješavanje problema bitna je visoka razina morala i savjesti, a odsutnost tih kategorija ne stvara probleme samo u zdravstvu, nego mnogo šire.
- Kriza morala ugrožava ne samo nas, nego i cijelu našu zapadnu civilizaciju, jer zanemarujući ili odričući se religije, gubimo podlogu morala u etici, druge ne poznajemo, a upravo etika i moral daju smisao životu.
- Sposobnim liječnicima treba biti dopušteno raditi do kada oni žele, a apsurdno je da danas sposoban, zdrav liječnik sa 65 godina, u naponu umnih mogućnosti, mora u mirovinu. Zar nije polazni postulat strategije za dug život i zdravlje psihička i fizička aktivnost od rođenja do smrti?
- Ne odlaze oni (liječnici u Hrvatskoj) samo zbog niskih primanja, nego i zbog nesređenoga stanja u zdravstvenom sustavu, nestabilnoga stanja u zemlji s neprekidnim besmislenim konfrontacijama u kojima se ne nazire kritično mnoštvo pametnih koje bi sve procese usmjeravalo u ispravnom pravcu. Posebno je u takvim uvjetima teško raditi odgovornim, savjesnim i izvrsnim liječnicima koji u tišini i izvan javnosti svojim velikim trudom, ne gledajući na radno vrijeme, nadoknađuju nedostatke u zdravstvu i sa svojim ekipama i medicinskim osobljem postižu zavidne rezultate na svjetskoj razini.
- Ljubav prema domovini držim da je stvar osobne dimenzije, stvar odgoja i usađenosti u ljude od praiskona, i to su bili razlozi što sam se prijavio kao dragovoljac u osvit nadolazećega rata 1990. za sve zadaće tamo gdje budem potreban
- Čovjeku se može i mora pristupiti kao cjelini. Zaokupljati se samo fizičkom stranom ljudske prirode nije dovoljno jer čovjeka čini velikim, uzvišenim bićem upravo ona druga nematerijalna strana, umna, s karakteristikama intelekta i ljubavi s uresom duhovnosti i rezultantom tih kategorija savjesti. U takvu ozračju čovjeka je moguće vratiti u središte kao cjelovitu osobu i u medicini.
- Preventivna medicina nije atraktivna, još je manje spektakularna, oko nje se ne vrti mnogo novca, ne odvijaju se veliki biznisi, njezini protagonisti u pravilu su skromni, samozatajni, ali ipak je preventivna medicina postigla fantastične rezultate u očuvanju zdravlja ljudi.